# Filmjournalen
Filmjournalen var en svensk filmtidning som gavs ut åren 1919−1953. Den var under en del av denna tid landets största filmtidning sett till antal tidningsexemplar.[källa behövs]
Tidningen gavs ut av Åhlén & Åkerlund och var främst en veckotidning. Redaktionen hade sitt säte i Stockholm med adressen Tegnérgatan 12, medan expeditionen låg på Sveavägen 53. Bland medarbetarna på redaktionen fanns Stig Almqvist, Torsten Flodén och Sven Zetterström.
I Filmjournalen kunde man läsa det senaste om både svenska och internationella filmer, intervjuer med filmstjärnor och regissörer, de senaste filmrecensionerna samt få rapporter från filmpremiärer. 
1954 blev Filmjournalen en del av den bredare tidningen Bildjournalen, som rapporterade om film, men även om konst, kultur, teater och om samhället i stort.